# Juiz federal
Juiz federal, no Brasil, é o magistrado que processa e julga os feitos que tramitam na Justiça Federal comum, que por sua vez, tem competência para julgar as causas que envolvem ou interessam a União e seus entes.
Segundo a Constituição Federal, um Juiz Federal é um órgão do Poder Judiciário. Por isso, ao magistrado federal, como um agente de Estado e membro do Poder Judiciário, cabe a função de julgar, de maneira justa e imparcial, com base na lei, os conflitos com o fito na pacificação das relações sociais.  
Especificamente no caso da Justiça Federal, cabe julgar as ações em que a União, suas autarquias e empresas públicas federais são, de alguma forma, interessadas. Além disso, o magistrado julga também outras matérias, como aquelas envolvendo Estados estrangeiros, a disputa sobre direitos indígenas, as causas referentes à nacionalidade e à naturalização e a execução de sentença estrangeira.
Em matéria penal, entre outros, o juiz julga os crimes políticos e as infrações penais praticadas em detrimento de bens, serviços ou interesses da União ou de suas entidades autárquicas ou empresas públicas, os crimes contra a organização do trabalho e, regra geral, os crimes cometidos a bordo de navios ou aeronaves.
O Poder Judiciário da União é composto pela Justiça Federal, Justiça do Trabalho, Justiça Militar e Justiça Eleitoral. Os juízes federais ingressam na carreira através de concurso público de provas e títulos. O concurso é composto por fase de prova objetiva, provas discursivas de sentenças cíveis e penais,  prova oral,  avaliação de vida pregressa, exames médicos e avaliação de títulos. O concurso exige do candidato a magistrado federal o mínimo de 3 anos de atividade jurídica. 

## Carreira
Os juízes federais são agentes que têm como competência as atribuições elencadas no artigo 109 da Constituição Federal. Um Juiz federal substituto, ou seja, em início de carreira, possui um salário de aproximadamente R$ 27 mil. Na prática, um juiz federal pode ganhar até cinco vezes esse valor. Acontece que, por lei, nenhum funcionário público pode ganhar mais do que o teto constitucional dos Ministros do Superior Tribunal Federal (STF), fixado em R$ 39.293 em 2020. 
Diferente da maioria das carreiras no serviço público, que se limitam a exigir a aprovação em um concurso, independentemente da formação profissional do candidato, o cargo de Juiz Federal apresenta critérios formais diferentes. O art. 93, inc. I, da Constituição Federal, detalha os requisitos para quem deseja seguir a carreira de magistratura: 
- registro na Ordem dos Advogados do Brasil;
- bacharel em Direito;
- cumprir, no mínimo, 3 anos de atividade jurídica;

Soma-se aos critérios dispostos na Constituição os seguintes requisitos para o cargo de Juiz Federal: estar em dia com as obrigações militares e eleitorais, ter nacionalidade brasileira e não ter antecedentes criminais.
A promoção seguinte é ao cargo de Juiz Federal do Tribunal Regional Federal (na prática, frequentemente chamado de Desembargador Federal, em um paralelo com os cargos existentes na Justiça dos Estados, mas sem respaldo oficial na Constituição Federal). 

## Benefícios
O juiz federal está entre os servidores públicos mais bem remunerados do Brasil. Além de ganharem um salário-base, esses funcionários contam com uma série de benefícios, que vêm em forma de auxílios, gratificações e ajudas de custo. E tem mais: contam com 60 dias de férias remuneradas por ano. 
A explicação para esses supersalários está na série de gratificações, auxílios e ajudas de custo que engordam o contracheque desses profissionais. Um juiz federal pode receber os seguintes benefícios: 
- Auxílio alimentação: valor mensal que pode superar R$ 1.600
- Auxílio saúde: varia de acordo com a faixa etária e cobre despesas médicas.
- Auxílio pré-escolar: um valor fixo mensal por filho com até cinco anos de idade.
- Ajuda de custo para mudança: pode chegar a R$ 30 mil, para custear despesas de transporte e mudança de domicílio devido ao cargo.
- Auxílio funeral: pago à família em caso de morte do juiz, equivale a um mês de remuneração.
- Abono de permanência: equivale a cerca de 3 salários mínimos mensais e é pago quando o juiz já poderia ter se aposentado, mas continua trabalhando.
- Férias não tiradas: caso não tire o período completo de 60 dias de férias no ano, o juiz federal pode ganhar pelo período que não tirou, como se vendesse uma parte de suas férias.
- Gratificação por exercício cumulativo: pago a juízes que acumulam mais de um cargo. Pode chegar a R$ 10 mil mensais.
- Auxílio educação: para pagar a escola dos filhos.
- Gratificação por encargo de curso ou concurso: para juízes federais que participam de cursos de capacitação, seja na elaboração do material didático ou como instrutor em sala de aula. Chega a R$ 25 mil, aproximadamente.
- Gratificação natalina: valor extra pago no mês de dezembro.
- Auxílio natalidade: valor único pago o mês de nascimento do filho.

E a lista continua: auxílio moradia, auxílio-extra para despesas médicas independentemente da apresentação de comprovantes, verba para compra de livros, auxílio-transporte, indenizações, direitos eventuais, e vários outros.

Com tudo isso, um juiz federal pode chegar facilmente a ganhar mais de R$ 100 mil num único mês.